# Зайцева, Елена Ивановна
Еле́на Ива́новна За́йцева (1921—2005) — советский и российский врач-терапевт, профессор, заслуженный деятель науки Российской Федерации, почётный гражданин Смоленска.

## Биография
Елена Зайцева родилась 21 мая 1921 года в городе Бирске Уфимской губернии (ныне Республики Башкортостан) в семье учителей. В 1939 году она с отличием окончила среднюю школу и поступила в Казанский медицинский институт. В начале Великой Отечественной войны из студентов этого вуза была создана бригада, которая была направлена в Среднюю Азию для проведения профилактических мероприятий по предупреждению сыпного тифа и других инфекционных заболеваний. Одновременно Зайцева продолжала учиться в медицинском институте города Сталинабада (ныне — Душанбе), который окончила в 1944 году и осталась работать там на кафедре терапии. В 1950 году она защитила кандидатскую диссертацию по теме: «Состояние поджелудочной железы у больных хронической дизентерией».
С 1953 года Зайцева работала в Смоленском государственном медицинском институте. Первоначально она была ассистентом кафедры терапии, затем доцентом этой же кафедры. В этот период Зайцева активно занималась изучением язвенной болезни. В 1958 году она защитила докторскую диссертацию по теме: «Течение язвенной болезни желудка и двенадцатиперстной кишки в условиях некоторых охранительных режимов».
В 1960 году Зайцева была избрана заведующей кафедрой пропедевтики внутренних болезней СГМИ, ей было присвоено учёное звание профессора. На этой должности она активно занималась проблемой патогенеза язвенной болезни и симптоматических язв. Зайцева впервые поставила перед наукой вопрос о путях хронизации язвенных болезней и дифференцированном лечении данного заболевания в зависимости от фазы и стадии болезни. Занималась разработкой классификации язвенных болезней, вопросами достижения ремиссии и показаниями к консервативному лечению. Зайцева создала и возглавила смоленскую научную школу гастроэнтерологии, долгие годы руководила Смоленским научным обществом гастроэнтерологов и врачей-лаборантов Смоленской области. В 1978 году по её инициативе было открыто специализированное гастроэнтерологическое общество.
Возглавляя в 1960—1992 годах кафедру пропедевтики внутренних болезней СГМИ, Зайцева подготовила большое количество врачей, которые работают не только в Смоленской области, но и далеко за её пределами. По инициативе и при активном участии Зайцевой проводились мероприятия по оказанию консультативной помощи инвалидам и ветеранам Великой Отечественной войны, по диспансерному обследованию и оказанию медпомощи рабочим смоленских предприятий. В 1982 году при её активном содействии был построен новый терапевтический корпус Смоленской областной клинической больницы.
Зайцева является автором около 200 научных работ, 4 учебных пособий, 2 изобретений, 14 рационализаторских предложений, редактором 17 научных трудов. Была участником и организатором ряда научных конференций, съездов и симпозиумов. Являлась членом правления Всесоюзного научного общества терапевтов и гастроэнтерологов, членом союзной проблемной комиссии «Гастроэнтерология» и членом Научного совета медицинских обществ при АН СССР. Несмотря на то, что Зайцева была беспартийной, она принимала активное участие в общественной и политической жизни Смоленска, избираясь депутатом горсовета народных депутатов семи созывов, будучи там членом постоянной комиссии по здравоохранению и социальному обеспечению.

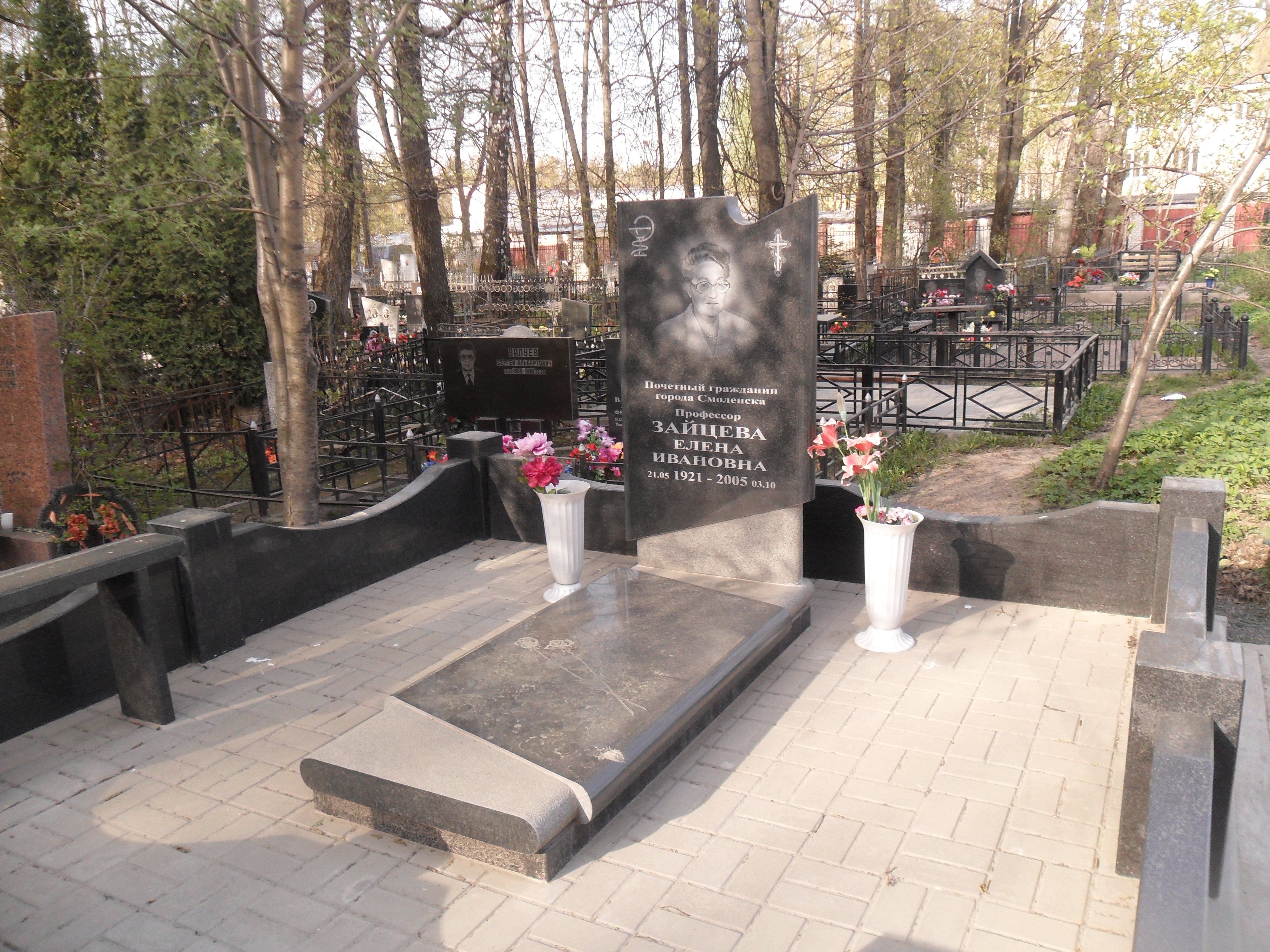
Могила Зайцевой на Братском кладбище Смоленска.

15 мая 1996 года решением Смоленского горсовета Елена Зайцева была удостоена звания «Почётный гражданин города-героя Смоленска».
Проживала в Смоленске. Умерла 3 октября 2005 года, похоронена на Братском кладбище Смоленска.
Заслуженный деятель науки Российской Федерации (1997). Награждена орденом Трудового Красного Знамени и рядом медалей.
На доме № 28а, проезд Маршала Конева в Смоленске, где жила Зайцева, а также в одном из корпусов Смоленской областной клинической больницы установлены мемориальные доски.